# كونار درعي
كونار درعي (الاسم العلمي: Connarus peltatus) هو نوع من النباتات يتبع جنس الكونار من الفصيلة الكونارية.